# Gharkun
Der Gharkun ist ein 6620 m hoher vergletscherter Berg im Süden der Saltoro-Berge, einem Teilgebirge des Karakorumgebirges. 

## Lage
Der Gharkun liegt in der umstrittenen Grenzregion zwischen dem pakistanischen Territorium Gilgit-Baltistan (die früheren Nordgebiete) und der indischen Kaschmirregion im Südwesten des Siachengletschers. Die sogenannte „Line of Control“ verläuft über den Gipfel. 
Seine Nordflanke wird über den Gyong-Gletscher entwässert, während die Südflanke über den Chulunggletscher entwässert wird.
Auf der gegenüberliegenden Seite des Gyong-Gletschers erhebt sich in ostnordöstlicher Richtung in einer Entfernung von 11 km der 6727 m hohe Gyong Kangri.

## Besteigungsgeschichte
Im Juli 1976 erreichte eine fünfköpfige japanische Bergsteigergruppe (Expeditionsleiter Haruki Sugiyama) den Gipfel.